# Fath Nador
Fath Riadi de Nador, kortweg Fath Nador of afgekort FRN, is een Marokkaanse voetbalclub uit Nador. De in 1971 opgerichte club komt uit in de Botola 3 en speelt zijn thuiswedstrijden in het Stade Municipal de Nador. De traditionele kleuren van Fath Nador zijn rood en blauw.

## Historie
De club speelde voor de laatste keer in de Marokkaanse tweede divisie tijdens het seizoen 2005-2006, waar het 16e en laatste in het kampioenschap eindigde.